# Malihabad
Malihabad es un pueblo y nagar Panchayat situado en el distrito de Lucknow en el estado de Uttar Pradesh (India). Su población es de 17818habitantes (2011). 

## Demografía
Según el censo de 2011 la población de Malihabad era de 17818 habitantes, de los cuales 9334 eran hombres y 8484 eran mujeres. Malihabad tiene una tasa media de alfabetización del 69,43%, superior a la media estatal del 67,68%: la alfabetización masculina es del 73,42%, y la alfabetización femenina del 65%.